# Kereš (rijeka)
Körös (Mađarski izgovor: [ˈkørøʃ]) ili Criș (Rumunjski izgovor: ['kriʃ]) (njem. Kreisch) je rijeka u istočnoj Mađarskoj i zapadnoj Rumunjskoj, pritok Tise. Njegova duljina je 128.6 km, a nastaje sutokom rijeka Fehér-Körös ( Crișul Alb ) i Fekete-Körös (Crișul Negru). Površina njenog porječja je 27537 km2..:str. 22.
U antici je bio poznat kao "Hrizos", Kriz, Krisija, Grisija ili Gerasus.

## Tok rijeke
Ima tri izvorne rijeke, a sve izviru u planinama Apuseni u Transilvaniji, Rumunjska: Crișul Alb (Fehér-Körös), Crișul Negru (Fekete-Körös) i Crișul Repede (Sebes-Körös). Sutok rijeka Fehér-Körös (Crișul Alb) i Fekete-Körös (Crișul Negru) nalazi se u blizini grada Gyula. Körös nizvodno od Gyule naziva se i Kettős-Körös (na mađarskom "dvostruki Körös"). 37,3 km dalje nizvodno, blizu Gyomaendrőda, Sebes-Körös (Crișul Repede) utječe u Körös/Criș. Dio nizvodno od Gyomaendrőda naziva se i Hármas-Körös (mađarski za "trostruki Körös"). Körös se ulijeva u rijeku Tisu u blizini Čongrada (mađ. Csongrád) u Čongrad-čanadskoj županiji.

## Galerija
- Napušteni brod na Körösu, 1988.
- Ušće u Tisu
- Kereš kod Gyome

## Vanjske poveznice
|  | Zajednički poslužitelj ima još gradiva o temi Kereš (rijeka) |